# Nicodemo
 Nicodemo es el nombre de un judío que aparece en el Nuevo Testamento cristiano, importante por ser el protagonista de un profundo diálogo con Jesucristo. Según el Evangelio de Juan, Nicodemo era un rico fariseo, maestro en Israel y miembro del Sanedrín. De él, añade que era «principal entre los judíos». Este hecho hace que sea muy apreciado entre los cristianos, pues Nicodemo, al igual que Pablo de Tarso o José de Arimatea, representan al sabio judío versado en la Ley que reconoce en Jesús al Mesías y se hace su discípulo. Suponen por tanto un espaldarazo a favor del cristianismo. 
Los eruditos judíos Schulim Ochser y Kaufmann Kohler (escribiendo para la Enciclopedia Judaica) y algunos historiadores han sugerido que podría ser idéntico a Nicodemo ben Gurion, un hombre santo, rico y popular mencionado en el Talmud y que tenía fama de tener poderes milagrosos, aunque esto ha sido rechazado por otros eruditos bíblicos.
En la Iglesia católica es venerado como santo, y el Martirologio Romano lo celebra el 3 de agosto. En cambio, la Iglesia copta celebra la fiesta del santo el 25 de julio.

## Nicodemo en la Biblia

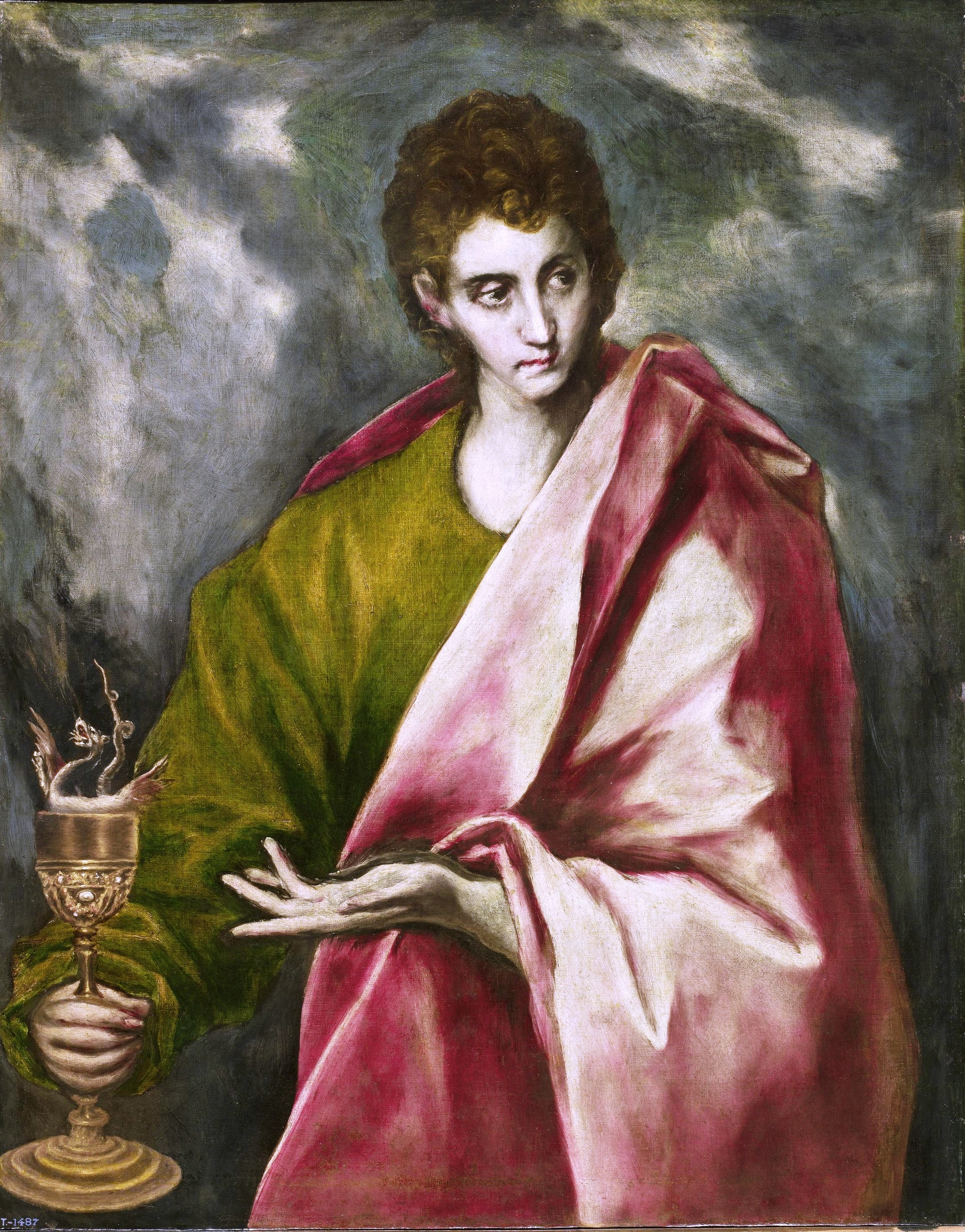
Juan el Evangelista, por cuya obra se tiene noticia de Nicodemo. Obra de El Greco.

Al igual que ocurre con Lázaro, Nicodemo no pertenece a la tradición de los evangelios sinópticos y solo es mencionado por Juan, que le dedica más de la mitad del capítulo 3 de su evangelio, unos versículos del capítulo 7 y una mención última en el capítulo 19. Nicodemo es, por lo tanto, un personaje «transversal» a todo el evangelio en el sentido de que está siempre presente, pero sin asumir un protagonismo.
Nicodemo aparece por primera vez en el evangelio con motivo de la visita que hace a  Jesús «de noche», intrigado por los milagros realizados por Jesús:

Sabemos que has venido como maestro de parte de Dios, pues nadie puede hacer los milagros que haces si Dios no está con él.
Jn 3, 2

A continuación Jesús sostiene una conversación con Nicodemo sobre el sentido del volver a nacer y menciona el «reino de los cielos» (una expresión rarísima en los textos joánicos) Jesús muestra su sorpresa  al ver que «un maestro en Israel» no entiende el discurso sobre el renacer en el espíritu.
Luego, en el consejo de «príncipes de los sacerdotes y fariseos» (cf. Jn 7, 45 y ss.), Nicodemo defiende a Jesús explicando a sus compañeros que han de oír e investigar antes de hacer un juicio definitivo. La pregunta que le hacen puede dar a entender que Nicodemo era galileo o ser una ironía de sus compañeros:

¿También tú eres galileo? Investiga y verás que de Galilea no salen profetas.
Jn 7, 52

Finalmente, a la hora de sepultar a Jesús, Nicodemo -junto con José de Arimatea- se hace presente para colaborar generosamente con cien libras de mirra y áloe –más de 30 kilogramos– (cf. Jn 19, 39) para el embalsamamiento según la costumbre judía.
Estos son los únicos datos acerca de Nicodemo que proporciona el canon bíblico.

## Evangelios apócrifos
Nicodemo es descrito como un judío ortodoxo, igual que José de Arimatea y Pablo de Tarso. Resulta así un personaje sugestivo tanto por ser fariseo (comunidad estricta en su observancia de la Ley de Moisés que, por sus desacuerdos con el mensaje de Jesús y por su interpretación legalista de las Escrituras, recibe una consideración peyorativa a lo largo de los evangelios), como por su temor ante los demás judíos, su generosidad y su diálogo con Jesús, más típico de un diálogo de un escéptico. Por ello fue blanco de diversas especulaciones y narraciones entre los evangelios apócrifos.
Hay un Evangelio de Nicodemo que narra el proceso de Jesús desde el punto de vista de un fariseo. Se trata de un texto de carácter gnóstico egipcio que incluso fue considerado herético por algunos Padres de la Iglesia. En él se trata con bastante suavidad a Poncio Pilato –inocente y obligado por las circunstancias a condenar a Jesús para «cumplir las escrituras»– haciendo cargar toda la responsabilidad de la ejecución de Jesús en los jerarcas judíos. Según este texto, Nicodemo fue el encargado de solicitar a Pilato el permiso para desclavar a Cristo del madero y proceder a su entierro.[cita requerida]

## Comentario teológico al diálogo de Jesús con Nicodemo

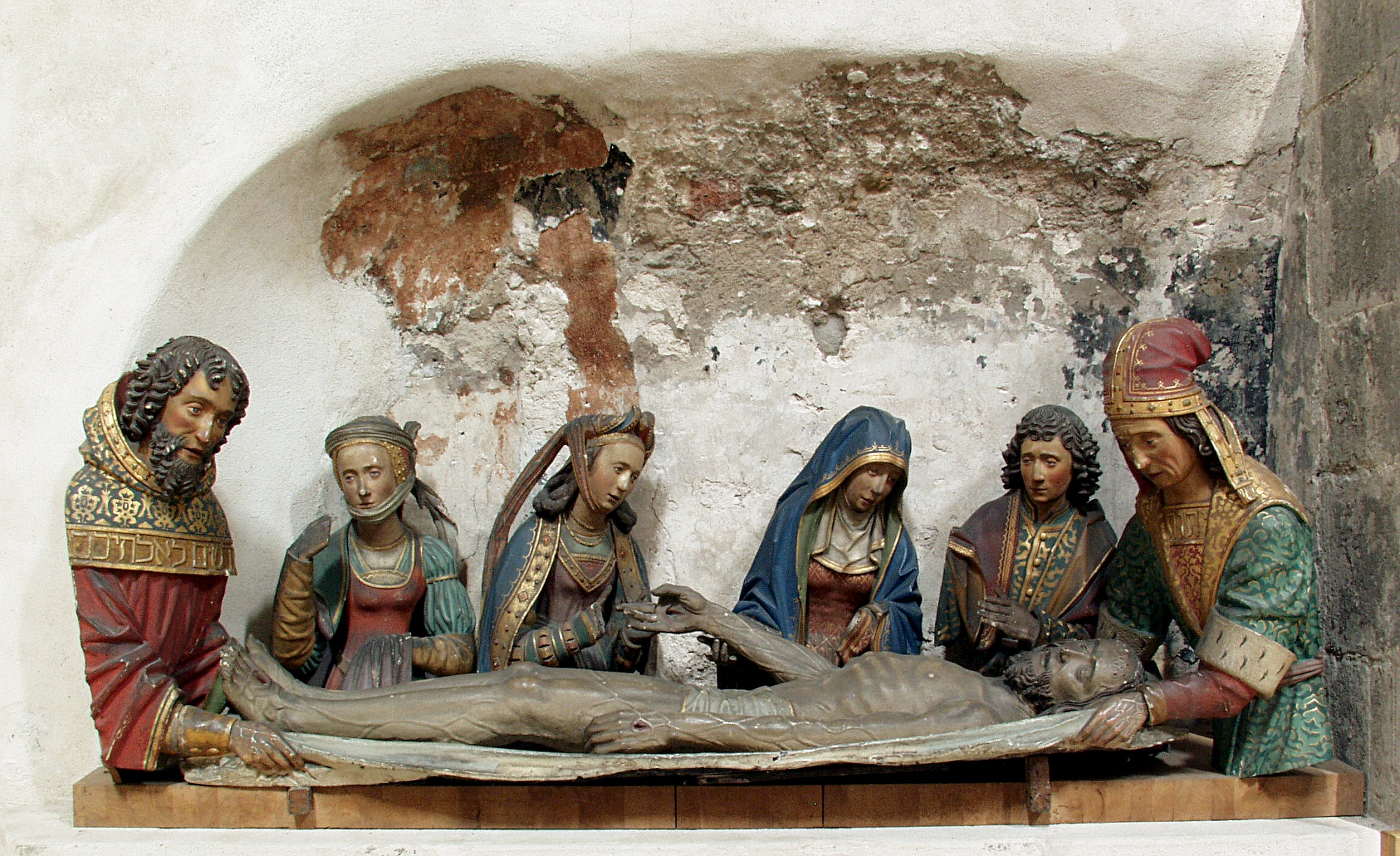
Grupo escultórico en madera policromada que se conserva en la Iglesia de San Martín, en Colonia. Nicodemo es la figura de la izquierda. Obsérvense las letras hebreas que recorren la cenefa de su vestido.

### La ambientación
Jesús ha realizado ya varios milagros, seguramente cerca de donde vivía Nicodemo y por tanto, en Jerusalén. Por ello, el lugar adecuado de esta narración habría sido tras la descripción de los milagros en Jerusalén por ejemplo, tras el capítulo VII. Mendner afirma que después de la discusión con los demás fariseos, Nicodemo se habría acercado a Jesús para interrogarlo. Taciano en la concordancia del Diatessaron coloca el episodio en la Semana Santa.
Sin embargo, no hay pruebas concluyentes de ninguna teoría. No parece fuera de contexto en el lugar actual: entre quienes le rechazan (los judíos en el templo) y quienes tienen fe (los discípulos en Caná) estarían los que tienen una fe parcial e insuficiente.
El hecho de que la expresión griega no existe en arameo y el que se mencione al Hijo como ya ascendido al cielo (cf. Jn 3, 13) han inducido a buen número de estudiosos a pensar que se trata de un discurso muy elaborado por el evangelista, aun cuando sería imposible descubrir actualmente los agregados de Juan al discurso de Jesús (y hay quienes piensan que todo el relato es invención del evangelista).

### Esquema del discurso
A las tres preguntas de Nicodemo (la del inicio sobre la condición de Maestro de Jesús, la del modo en que un hombre puede volver a nacer siendo ya viejo y la última sobre cómo puede alguien nacer del Espíritu) corresponden tres secciones que empiezan por «En verdad, en verdad te digo». Según Roustang y De la Potterie, en la primera respuesta se habla del Espíritu Santo, en la segunda se trata del rol del Hijo del Hombre y en la tercera de Dios Padre.[cita requerida]
El discurso en sí es sencillo y colaboran a la mejor comprensión los malentendidos –típicos en Juan–: el fondo sería que si para nacer a la vida en la carne es necesario un padre, para la vida en el Reino de Dios es necesario ser generado por un Padre Celestial. La imagen es tan realista que el autor llega a hablar de un «semen» (semilla o germen, en latín) de Dios (cf. 1 Jn 3, 9).[cita requerida]

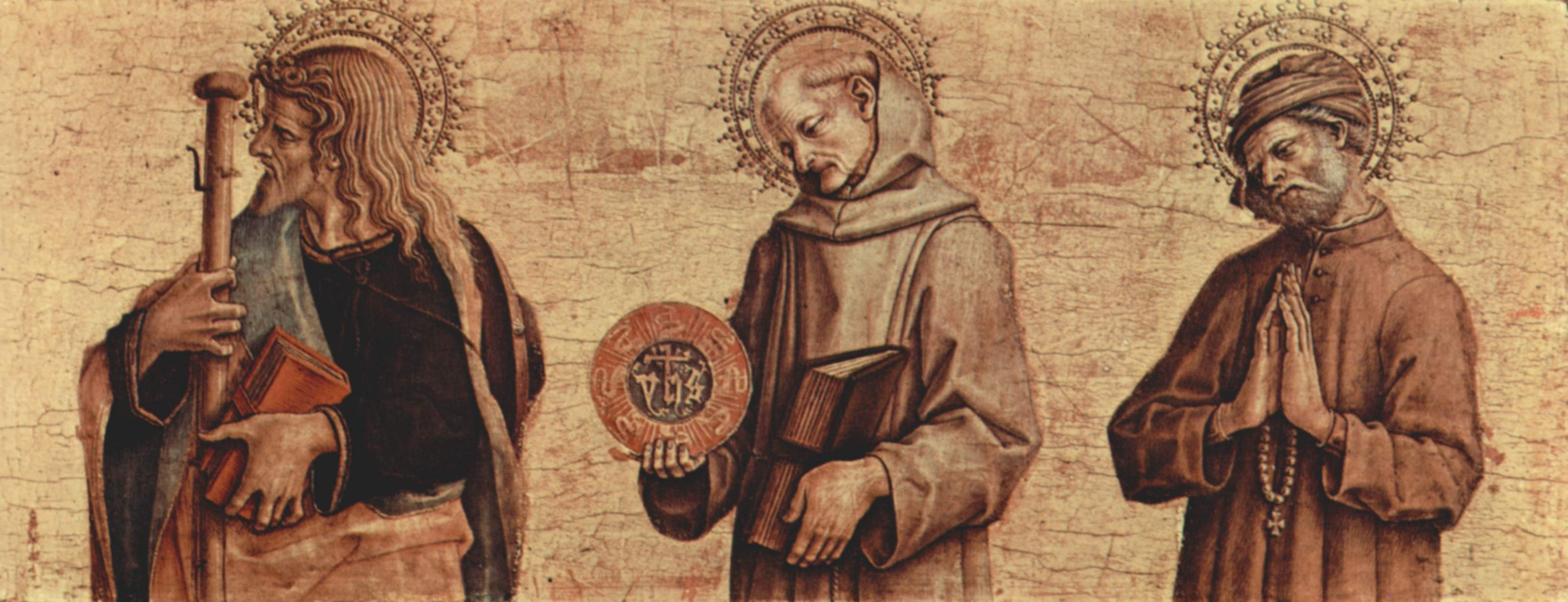
Pintura de Carlo Crivelli, representando de izquierda a derecha a Santiago, Bernardino de Siena y Nicodemo.

### Comentario
El primer nivel de referencia es el de la comprensión por parte de Nicodemo. Las escrituras anunciaban este Reino y esta generación por la paternidad divina, hasta hablaban de un tiempo escatológico donde Dios infundiría su Espíritu. Pero no era un tema muy profundizado por los maestros de la ley de aquel entonces y era probable que no fuera familiar a los oídos de Nicodemo. 
El segundo nivel es el de los posibles lectores. Es casi evidente que el tema era profundizar en el bautismo o propiciar una catequesis bautismal aunque los estudiosos se dividen sobre la presencia original de la expresión «y del agua» (Jn 3, 5).
Otros elementos a tomar en cuenta en el comentario son la mención a «subir al cielo» y el del «ser levantado».
La expresión subir al cielo es equivalente a la de «ver a Dios»: los textos del Antiguo Testamento son concordes en afirmar que resulta imposible al hombre (cf. Prov 30 3-4; Sb 9, 16-18, Ba 3, 29; Dt 30, 12). Por tanto, el privilegio que reivindica Jesús ante Nicodemo es de divinidad.
El «ser levantado» es un tema recurrente (cf. Jn 8, 28; Jn 12, 32-34): se refiere a la cruz. De ahí también la comparación con la serpiente en el asta. El verbo empleado y su equivalente en arameo no solo implica la crucifixión,  sino también la resurrección y la ascensión. Según Raymond E. Brown estas tres citas que hablan del ser levantado son el equivalente joánico de las tres predicciones de la Pasión que se encuentran en los sinópticos. La influencia parece venir del profeta Isaías: «He aquí mi siervo, tendrá éxito, será enaltecido» (Is 52, 13 y en la versión de los LXX usa el mismo verbo). La palabra empleada en la versión de los LXX para decir el «asta» donde se puso la serpiente, es la misma que se usa para «signo».

## Nicodemo en la literatura cristiana

### En los comentarios al Evangelio

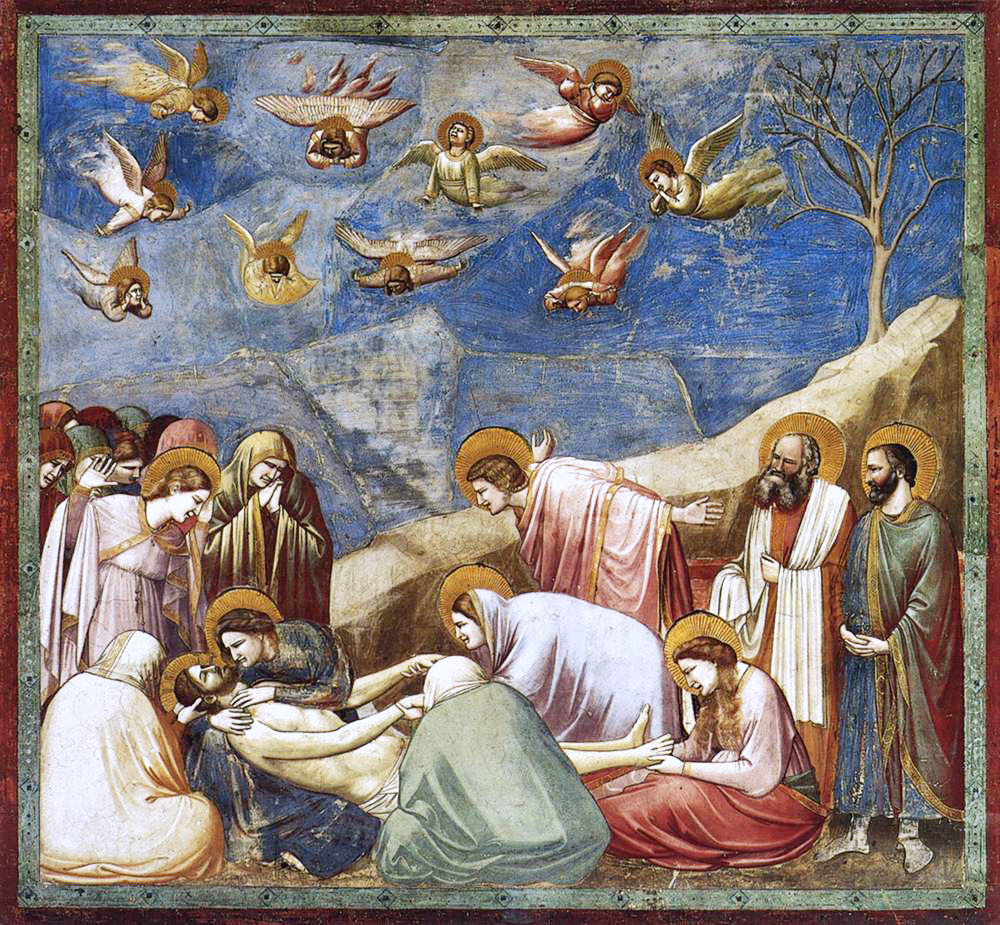
Lamentación sobre Cristo muerto de Giotto. Detrás y a la derecha el autor ubicó las figuras de Nicodemo y José de Arimatea.

De entre los comentarios de los Padres al Evangelio de Juan, el más conocido es el de san Agustín. En el Tractatus 11 y 12 dedicados al diálogo de Jesús con Nicodemo, se indica que este último buscaba sinceramente la verdad, pero lo hacía de noche, lo que no le permitía ver con la claridad necesaria y entender las palabras de Jesús. De hecho, la afirmación de Jesús acerca del nacer de nuevo requería toda la luz del evangelio:

No conocía más modo de nacer que el de Adán y Eva: no sabía todavía que se podía nacer de Dios y de la Iglesia; conocía sólo a los padres que generan para la muerte y no todavía a los que generan para la vida; conocía solo a los padres que generan herederos y no todavía a los que viven para siempre y generan (hijos) que permanecen
San Agustín, In Ioann. Tract. XI 6

En el tratado 120 vuelve a retomar la figura de Nicodemo con motivo de la sepultura de Jesús. Es interesante el hecho de que interpreta la expresión «al principio» («Vino también Nicodemo -aquel que al principio había venido a Jesús de noche») como un principio de visitas que habrían sido seguidas por muchas más. Y san Agustín afirma también que los restos de Nicodemo fueron encontrados junto a los del mártir san Esteban, lo cual da pie a pensar que ya las primeras comunidades le habían concedido una veneración particular.
En comentarios más recientes se suele profundizar más en la experiencia de Nicodemo desde un punto de vista existencial. Así, por ejemplo, el sacerdote José Luis Martín Descalzo parte de todos los elementos que podrían haber separado a Jesús de Nicodemo: su forma de ver la relación con Dios, su posición social, su edad, etc. pero que quedaron inermes ante la sincera búsqueda de la verdad por parte de este maestro de Israel. Búsqueda que al mismo tiempo es cobarde o de una falsa prudencia («por miedo a los judíos»). Nota también Martín Descalzo que el uso por parte de Jesús de la expresión πνευμα debió ser adrede, dada la ambivalencia de sentido que tiene tanto en griego como en arameo: espíritu y viento. Sin embargo, lo más importante del diálogo reportado en el capítulo tercero del evangelio -al menos para Nicodemo- es el hecho de que en pocas líneas le desvela el mensaje de todo el evangelio: Cristo, Dios ha bajado y se dará a la muerte para la salvación de todos.[cita requerida]
Otro español, esta vez exegeta, José Antonio de Sobrino, [cita requerida]afirma en cambio que la visita nocturna de Nicodemo no se debió a miedo o falsa prudencia, ya que Jesús todavía no era conocido ni odiado por el sanedrín. En cuanto al diálogo, subraya un hecho recurrente en el Evangelio de Juan: los interlocutores de Jesús toman a la letra sus comentarios (así el de la destrucción y reconstrucción del templo o el agua que ofrece a la samaritana) y por eso se cierran -en un primer momento- a la verdadera comprensión de las palabras de Cristo. Esto puede ser un recurso pedagógico: por la incomprensión se hace posible una mejor explicación por parte de Jesucristo, pero también hay que indicar las dificultades que los oyentes de aquel entonces encontraban ante la novedad del mensaje predicado por los cristianos.

### En la producción más literaria
En la literatura contemporánea, Nicodemo ha sido tratado a menudo. 
Las Cartas de Nicodemo es un libro de Jan Dobraczyński en el que el autor pone en boca del maestro de la ley diversas reflexiones y el relato de su experiencia de Cristo. El destinatario de las cartas es un «amigo» de este llamado Justo.
Por su parte, Miguel de Unamuno escribió Nicodemo el fariseo,[cita requerida] obra en la que hace una reflexión sobre la virtud teologal de la fe:

¡Fe! ¡Qué poco se medita con el corazón y no con la cabeza tan sólo, en lo que la fe sea e importe! No una mera adhesión del intelecto a un principio abstracto, a una fórmula sin contenido ya acaso; no la afirmación de principios metafísicos o teológicos; no, sino un acto de abandono y de entrega cordial de la voluntad, una serena confianza en que concurren a un fin mismo la naturaleza y el espíritu, en que naturalizando al espíritu lo sobreespiritualizamos y espiritualizando a la naturaleza la sobrenaturalizamos, una confianza firme en que habita la verdad dentro de nosotros, en que somos vaso de verdad y en que la verdad es consuelo; una confianza firme en que al obrar con pureza y sencillez de intención servimos a un designio supremo, sea el que fuere.

## Nicodemo en el arte

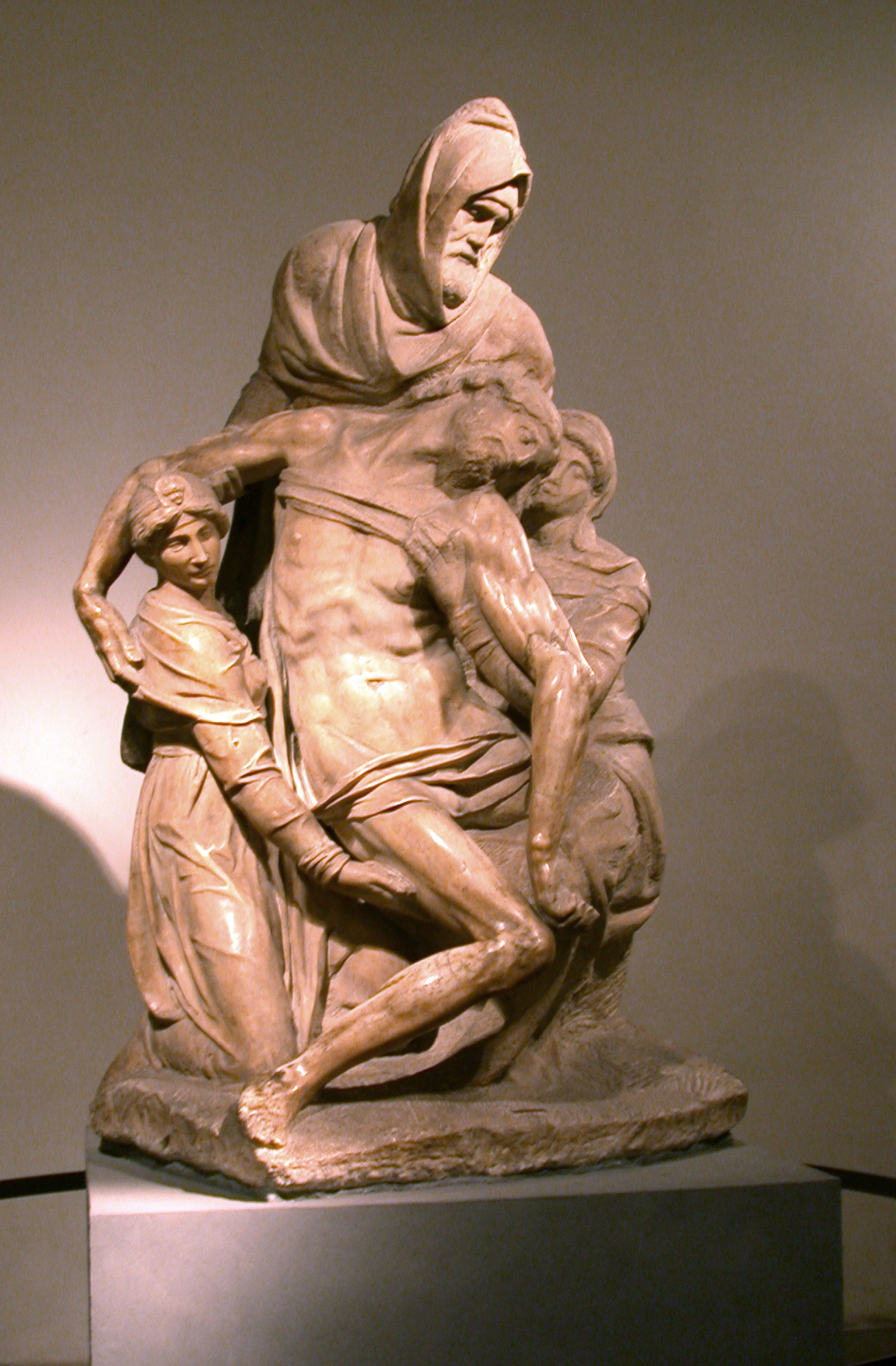
Piedad florentina de Miguel Ángel en el Museo dell'Opera del Duomo (Florencia). Presenta en el centro el cuerpo de Cristo, sostenido por Nicodemo (detrás), la Virgen María (a la derecha) y María Magdalena (a la izquierda.

El tema del diálogo de Jesús con Nicodemo no ha sido representado por obras que perduren o tengan relevancia artística. En cambio, sí suele representarse a Nicodemo en la crucifixión, en el descendimiento de Cristo de la cruz, en su traslado al sepulcro y en su sepultura. En algunos casos aparece como alejado (véase por ejemplo la Lamentación por Cristo muerto de Giotto) y pensativo en medio del dolor de las mujeres alrededor del cuerpo de Jesús y otras ayudando a cargar o mover el cadáver (véase por ejemplo, la Pietà de Miguel Ángel conservada en el Museo dell’Opera del Duomo en Florencia).
Dentro de la escultura, resalta su presencia constante en grupos escultóricos que procesionan en la Semana Santa, entre los que destaca el Nicodemo del Traslado al Sepulcro de la Hermandad de la Piedad de Cabra (Córdoba), obra del sevillano Fernando Aguado Hernández, que toma referencias faciales del estudioso de la síndone y escultor Juan Manuel Miñarro, asimismo cobra especial protagonismo en el paso del "Descendimiento de la Cruz" de la Hermandad del mismo nombre en la ciudad de Medina de Rioseco (Valladolid)
Franco Zeffirelli plasmó en su película Jesús de Nazaret a un Nicodemo que durante la crucifixión en vez de llorar o dolerse, repite en voz baja los textos del así llamado Canto del Siervo de la profecía de Isaías.